# Hide Tribute Spirits
Hide Tribute Spirits (estilizado como hide TRIBUTE SPIRITS) é um álbum de tributo ao guitarrista japonês hide, lançado em 1 de maio de 1999. Conta com covers de vários artistas como membros do X Japan e outras bandas e cantores como Luna Sea, Siam Shade, Kiyoharu, etc.

## Recepção
Alcançou a primeira posição nas paradas da Oricon Albums Chart. Foi certificado como platina dupla pela RIAJ em maio de 1999.

## Faixas
| N.º            | Título                                           | Cover por                             | Duração |  |
| 1.             | "Introduction" (baseado em "Psychommunity Exit") | Yoshiki                               | 1:01    |  |
| 2.             | "Rocket Dive"                                    | Tomoyasu Hotei                        | 5:02    |  |
| 3.             | "Beauty & Stupid"                                | Kiyoharu e Shoji                      | 4:35    |  |
| 4.             | "Tell Me"                                        | Kyo e Tetsu do D'erlanger             | 5:16    |  |
| 5.             | "Pink Spider" (ピンクスパイダー)                 | Siam Shade                            | 3:37    |  |
| 6.             | "LEMONed I Scream"                               | Shame                                 | 3:24    |  |
| 7.             | "Pink Spider" (ピンクスパイダー)                 | Cornelius                             | 4:26    |  |
| 8.             | "Flame"                                          | Zeppet Store                          | 4:58    |  |
| 9.             | "Scanner"                                        | Luna Sea                              | 3:48    |  |
| 10.            | "Doubt '99"                                      | Buck-Tick                             | 4:57    |  |
| 11.            | "Ever Free"                                      | Transtic Nerve                        | 4:19    |  |
| 12.            | "Genkai Haretsu" (限界破裂)                      | Oblivion Dust                         | 4:29    |  |
| 13.            | "Misery"                                         | Glay                                  | 5:36    |  |
| 14.            | "Celebration"                                    | I.N.A, Pata e Heath apresentando hide | 5:39    |  |
| 15.            | "Good Bye"                                       | Yoshiki                               | 4:46    |  |
| Duração total: | Duração total:                                   | Duração total:                        | 65:55   |  |